# Le Château perdu (roman)
Pour le téléfilm homonyme réalisé par François Chatel, voir Le Château perdu.
Le Château perdu est un roman de Georges Ferney paru en 1948 dans la collection « Signe de piste » des éditions Alsatia (no 29). Réédité à plusieurs reprises, l'ouvrage a obtenu le prix du roman pour enfant 1991.